# Philomaoria
Sous-famille
Genre
Philomaoria, unique représentant de la sous-famille des Philomaoriinae, est un genre de pseudoscorpions de la famille des Cheliferidae.

## Distribution
Les espèces de ce genre se rencontrent en Nouvelle-Zélande et sur l'île Lord Howe.

## Liste des espèces
Selon Pseudoscorpions of the World (version 3.0) :
- Philomaoria hispida Beier, 1976
- Philomaoria pallipes (White, 1849)

## Publication originale
- Chamberlin, 1931 : A synoptic revision of the generic classification of the chelonethid family Cheliferidae Simon (Arachnida). Canadian Entomologist, vol. 63, p. 289-294.